# Torre San Patrizio
Torre San Patrizio é uma comuna italiana da região dos Marche, província de Fermo, com cerca de 2.132 habitantes. Estende-se por uma área de 11 km², tendo uma densidade populacional de 194 hab/km². Faz fronteira com Fermo, Monte San Pietrangeli, Monte Urano, Montegranaro, Rapagnano.

## Demografia
| Variação demográfica do município entre 1861 e 2011                               |
|                                                                                   |
| Fonte: Istituto Nazionale di Statistica (ISTAT) - Elaboração gráfica da Wikipedia |